# Marco Bernardinetti
Marco Bernardinetti, né le 11 juillet 1991 à Rome, est un coureur cycliste italien.

## Biographie
En 2009, Marco Bernardinetti remporte le Trofeo Comune di Vertova, une course de niveau international,. Il termine également huitième du Grand Prix Général Patton, manche de la Coupe des Nations Juniors (moins de 19 ans). Après ses performances, il intègre le club Mastromarco en 2010. Pour ses débuts espoirs (moins de 23 ans), il se classe quatrième de la première étape du Tour de la Vallée d'Aoste. 
Lors des saisons 2015 et 2016, il s'illustre chez les amateurs en obtenant plusieurs victoires et de nombreuses places d'honneur. Il rejoint ensuite l'équipe continentale Amore & Vita-Selle SMP-Fondriest en 2017. Au mois de mars, il est sélectionné en équipe nationale d'Italie pour participer au Grand Prix de Larciano.

## Palmarès
- 2007
  - 3e du championnat d'Italie de l'américaine cadets
- 2009
  - Trofeo Comune di Vertova
- 2010
  - 2e de la Coppa 29 Martiri di Figline di Prato
- 2013
  - 2e du Trofeo Festa Patronale
- 2014
  - 3e du Trofeo Menci Spa
  - 3e du Trofeo San Leolino
- 2015
  - Trophée de la ville de Bevagna
  - Coppa 29 Martiri di Figline di Prato
  - Giro del Valdarno
  - 2e de la Coppa Penna
  - 2e du Trophée de la ville de Malmantile
  - 2e du Gran Premio Comune di Cerreto Guidi
  - 2e du Trophée Rigoberto Lamonica
  - 2e du Trofeo Festa Patronale
  - 3e du Trofeo Menci Spa
  - 3e du Trophée Matteotti amateurs
  - 3e du Mémorial Daniele Tortoli
  - 3e du Giro del Montalbano
  - 3e du Gran Premio Industria del Cuoio e delle Pelli
  - 3e de la Coppa Collecchio
  - 3e du Gran Premio Ezio Del Rosso
  - 3e du Trofeo San Serafino
- 2016
  - Trofeo Alta Valle del Tevere
  - Trophée Matteotti amateurs
  - Gran Premio Polverini Arredamenti
  - Trofeo Tosco-Umbro
  - Gran Premio Comune di Cerreto Guidi
  - 2e du Circuito del Compitese
  - 2e de la Coppa Fiera di Mercatale
  - 3e du Trofeo San Leolino
  - 3e du Circuito Valle del Resco
  - 3e du Grand Prix de la ville de Felino
  - 3e du Trofeo Sportivi di Briga
  - 3e du Gran Premio Ezio Del Rosso

## Classements mondiaux
| Année           | 2017   |
| --------------- | ------ |
| UCI Europe Tour | 1 058e |